# Кодрингтон (город)
Ко́дрингтон (англ. Codrington) — бывший город на острове Барбуда и административный центр острова в составе государства Антигуа и Барбуда. Город обслуживает аэропорт Барбуда Кодрингтон.

## История
Кодрингтон основан плантатором Кристофером Кодрингтоном и его братом Джоном в 1685 году в качестве главного населённого пункта острова. Кодрингтоны построили замок, который доминировал над городом, но был разрушен землетрясением в 1843 году.
Население Кодрингтона насчитывало 700 человек по переписи 1904 года, и 1252 человека по итогам переписи 1991 года.
6 сентября 2017 года остров и город были разрушены ураганом 5-й категории Ирма, а население полностью эвакуировано. Премьер-министр государства Антигуа и Барбуда Гастон Браун заявлял, что на острове разрушено 95 % зданий и остров стал непригоден для жизни. По состоянию на октябрь 2017 года жители начали возвращаться обратно, чтобы начать восстановление города.